# Ingyō
Ingyō (恭天皇, Ingyō Tennō; fl. V secolo) è stato il diciannovesimo imperatore del Giappone secondo la lista tradizionale.
Nessuna data certa può essere assegnata al suo regno, ma si ritiene che abbia governato nella metà del V secolo.
Secondo il Kojiki e il Nihonshoki, fu il quarto figlio dell'imperatore Nintoku e della sua consorte Iwanohime, e pertanto fratello dell'imperatore Hanzei. Salì al trono alla morte di Hanzei e regnò per 41 anni. La sua consorte fu Oshisaka no Ōnakatsu no Hime. Ebbe cinque figli e quattro figlie, incluso gli imperatori Ankō e Yūryaku. Riformò il sistema di clan e nomi famigliari perché molti si diedero falsi nomi usando quelli di clan o famiglie di status maggiore.
Gli studiosi odierni lo identificano con Re Sai nel Libro di Song, che fu re del Giappone (indicato come ''Wa dagli studiosi cinesi moderni) e inviò messaggeri alla dinastia Song almeno due volte nel 443 e nel 451.
Secondo il Nihonshoki, il re del regno coreano di Silla rimpianse molto la sua morte. Per confortare l'anima di Ingyō egli offrì al Giappone ottanta musicisti.
È sepolto al Eganonagano no kita no misasagi 恵我長野北陵 nella città di Fujiidera nella prefettura di Osaka.